# Harold I
Harold I (k.1016 - 17 tháng 3 năm 1040), còn được gọi là Harold Harefoot, là Vua của Anh từ năm 1035 đến năm 1040. Biệt danh "Harefoot" của Harold lần đầu tiên được ghi là "Harefoh" hoặc "Harefah" trong thế kỷ thứ mười hai trong lịch sử của Ely Abbey, và theo các biên niên sử thời trung cổ muộn, điều đó có nghĩa rằng ông rất nhanh chân.
Con trai của Knud Đại đế và Ælfgifu của Northampton, Harold được bầu làm người nhiếp chính của nước Anh sau cái chết của cha mình vào năm 1035. Ban đầu, ông cai trị nước Anh thay cho em trai Harthacnut, người bị mắc kẹt ở Đan Mạch do cuộc nổi loạn ở Na Uy, hất cẳng anh trai của họ Svein. Mặc dù Harold đã muốn lên ngôi vua từ năm 1035, Æthelnoth, Tổng Giám mục Canterbury, đã từ chối. Mãi đến năm 1037, Harold, được bá tước Leofric và nhiều người khác ủng hộ, mới chính thức được tuyên bố là vua. Cùng năm đó, hai anh em kế của Harold là Edward và Alfred trở về Anh với một lực lượng quân sự đáng kể, Alfred đã bị bá tước Godwin bắt giữ và giao cho một người đàn ông trung thành với Harefoot. Trong khi đến Ely, ông bị mù và ngay sau đó chết vì vết thương.
Harold mất năm 1040, chỉ trị vì năm năm; Người anh em cùng cha khác mẹ của ông, Harthacnut đã sớm trở lại và nắm giữ vương quốc một cách hòa bình. Harold ban đầu được chôn cất tại Westminster, nhưng Harthacnut đã kéo xác ông lên và ném vào một "fen" (đầm lầy), cũng như sau đó ném xuống sông Thames, nhưng sau một thời gian ngắn được một ngư dân nhặt được, ngay lập tức được đưa cho người Đan Mạch và được họ chôn cất trong nghĩa trang của họ tại Luân Đôn.

## Thân thế
Biên niên sử Anglo-Saxon cho rằng Harold nói ông là con trai của Knud Đại đế và Ælfgifu của Northampton, "mặc dù điều đó không đúng". Cho rằng Ælfgifu muốn có con trai bằng nhà vua nhưng không thể, bà bí mật nhận nuôi đứa con mới sinh của người lạ và giả vờ sinh ra chúng. Harold được cho là con trai của một thợ sửa giày, trong khi anh trai Svein Knutsson là con trai ngoài giá thú của một linh mục. Bà đã lừa dối Cnut khi nhận cả hai đứa trẻ là của mình. Harriet O'Brien nghi ngờ rằng Knud, chính trị gia sắc sảo, người "chủ mưu vụ thâu tóm không đổ máu của Na Uy" có thể đã bị lừa dối theo cách như vậy. Bà nghi ngờ rằng câu chuyện bắt đầu như một huyền thoại phổ biến, hay sự phỉ báng có chủ ý có lẽ được Emma xứ Normandie, người vợ khác của Knud và là đối thủ của Ælfgifu.

## Trị vì

### Giả định ngai vàng

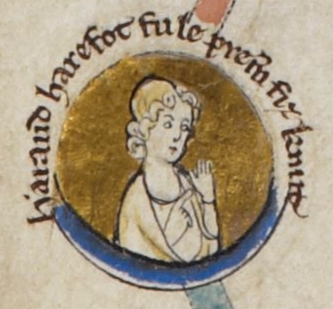
Harold Harefoot khi còn nhỏ.

Harold tuyên bố đã tìm kiếm sự đăng quang sớm nhất là vào năm 1035. Tuy nhiên, theo Encomium Emmae Reginae, Æthelnoth, Tổng Giám mục Canterbury, đã từ chối trao vương miện cho Harold Harefoot. Sự đăng quang của Đức Tổng Giám mục sẽ là một yêu cầu hợp pháp để trở thành một vị vua. Æhelnoth được cho là đã đặt vương trượng và vương miện trên bàn thờ của một nhà thờ, có thể là của Nhà thờ Canterbury. Cung cấp cho thánh hiến Harold mà không sử dụng bất kỳ vương giả hoàng gia nào sẽ là một vinh dự trống rỗng. Ông từ chối loại bỏ các vật phẩm khỏi bàn thờ và cấm bất kỳ giám mục nào khác làm như vậy. Câu chuyện kể rằng Harold đã không thể thay đổi Æthelnoth, vì cả hối lộ và các mối đe dọa đều tỏ ra không hiệu quả. Harold tuyệt vọng tuyên bố đã từ chối Kitô giáo để phản đối. Ông từ chối tham dự các buổi lễ tại nhà thờ trong khi không được chăm sóc, bận tâm đến việc săn bắn và những chuyện nhỏ nhặt.

### Sự trở lại của Alfred và Edward
Vào năm 1036, Ælfred Ætheling, con trai của Emma bởi Æthelred đã chết từ lâu, trở về vương quốc sau thời lưu đày ở Công tước xứ Normandy cùng với anh trai Edward, với một số vũ khí. Động lực của họ là không chắc chắn. William xứ Poitiers tuyên bố rằng họ đã đến để giành lấy ngai vàng tiếng Anh cho chính họ. Frank Barlow nghi ngờ rằng Emma đã mời họ, có thể sử dụng họ để chống lại Harold. Nếu vậy, điều đó có nghĩa là Emma đã từ bỏ nguyên nhân của Harthacnut, có lẽ để củng cố vị trí của chính mình. Nhưng điều đó có thể đã truyền cảm hứng cho Godwin cũng từ bỏ nguyên nhân đã mất. 

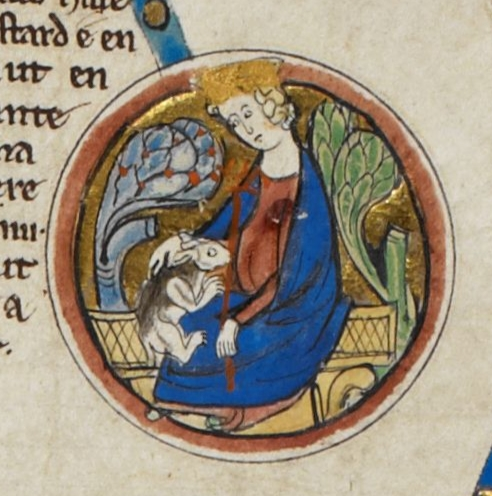
Harold khi còn trẻ.

Encomium Emmae Reginae tuyên bố rằng chính Harold đã dụ họ đến Anh, đã gửi cho họ một lá thư giả mạo, được cho là do Emma viết. Bức thư tuyên bố cả hai đã giải quyết hành vi của Harold chống lại bà, và thúc giục những đứa con trai ghẻ lạnh của bà đến và bảo vệ bà. Barlow và các nhà sử học hiện đại khác nghi ngờ rằng bức thư này là có thật. Ian Howard lập luận rằng Emma không tham gia vào một cuộc điều động chính trị lớn sẽ là "không phù hợp với bà", và Encomium có lẽ đang cố che giấu trách nhiệm của mình cho một sai lầm. William của Jumièges nói rằng trước đó vào năm 1036, Edward đã tiến hành một cuộc đột kích thành công vào Southampton, để giành chiến thắng trước quân đội bảo vệ thành phố và sau đó quay trở lại Normandy "đầy chiến lợi phẩm". Nhưng cuộc rút lui nhanh chóng xác nhận đánh giá của William rằng Edward sẽ cần một đội quân lớn hơn để nghiêm túc giành lấy ngai vàng.
Với vệ sĩ của mình, theo Biên niên sử Anglo-Saxon, Ælfred dự định đến thăm mẹ của mình, Emma, ở Winchester, nhưng ông có thể đã thực hiện hành trình này vì những lý do khác ngoài một cuộc đoàn tụ gia đình. Vì "tiếng xì xào rất ủng hộ Harold", theo hướng của Godwin (giờ rõ ràng đứng về phía Harold Harefoot), Alfred đã bị bắt. Godwin đã bắt ông và giao cho một người đàn ông trung thành với Harefoot. Ông được đưa đến Ely, bị mù khi đang ở trên tàu. Ông chết ở Ely ngay sau đó vì vết thương quá nặng, vệ sĩ của ông cũng bị đối xử tương tự. Sự kiện này sau đó sẽ ảnh hưởng đến mối quan hệ giữa Edward và Godwin, Người giải tội giữ Godwin chịu trách nhiệm về cái chết của anh trai mình.
Cuộc xâm lược thất bại cho thấy Harold Harefoot, với tư cách là con trai và là người kế vị Knud, đã giành được sự ủng hộ của giới quý tộc Anh-Đan Mạch, từ chối mạnh mẽ các yêu sách của Ælfred và Edward. Nhà Wessex đã mất sự ủng hộ giữa giới quý tộc của Vương quốc. Nó cũng có thể đóng vai trò là một bước ngoặt trong cuộc đấu tranh giữa Harold và Emma.

### Qua đời
Harold mất tại Oxford vào ngày 17 tháng 3 năm 1040 khi còn trẻ (24 tuổi), ngay khi Harthacnut đang chuẩn bị một lực lượng xâm lược Danes, và được chôn cất tại Tu viện Westminster. Thi hài ông sau đó bị lôi ra, chặt đầu và quăng xuống một đầm lầy giáp với sông Thames khi Harthacnut lên ngôi vào tháng 10 năm 1040. Thi thể sau đó đã được các ngư dân tìm thấy và có thể đã được cải táng tại nghĩa trang địa phương của họ ở London. Thi thể cuối cùng được chôn cất trong một nhà thờ ở Thành phố Westminster, nơi được đặt tên phù hợp là St. Clement Danes. Trong Knýtlinga saga (thế kỷ 13) nói rằng Harold được chôn cất tại thành phố Morstr, cùng với em trai cùng cha khác mẹ của mình là Harthacnut và cha của họ là Knud. Heimskringla của Snorri Sturluson viết Harold Harefoot được chôn cất tại Winchester, một lần nữa cùng với Knud và Harthacnut.
Nguyên nhân cái chết của Harold là không chắc chắn. Kinda Holman quy cái chết là "một căn bệnh bí ẩn". Một điều lệ Anglo-Saxon quy bệnh tật cho sự phán xét thiêng liêng. Harold đã tuyên bố quyền kiểm soát Sandwich cho chính mình, do đó tước đi các tu sĩ của thành phố Christchurch. Harold được mô tả là nói dối và tuyệt vọng tại Oxford. Khi các nhà sư đến gặp ông để giải quyết tranh chấp về Sandwich, ông "nằm và trở nên đen dần khi họ nói". Bối cảnh của sự kiện là một cuộc tranh chấp giữa Christchurch và St Augustine's Abbey, nơi đã chiếm lấy phí địa phương nhân danh nhà vua. Có rất ít chú ý đến bệnh tật của nhà vua. Harriet O'Brien cảm thấy điều này là đủ để chỉ ra rằng Harold chết vì nguyên nhân tự nhiên, nhưng không xác định bản chất của bệnh. Michael Evans chỉ ra rằng Harold chỉ là một trong số nhiều vị vua trẻ của thời tiền chinh phạt nước Anh chết sau những triều đại ngắn. Những người khác bao gồm Edmund I (trị vì 939 - 946, bị sát hại ở tuổi 25), Eadred (trị vì 946 - 955, chết ở tuổi 32), Eadwig (trị vì 955 - 959, chết ở tuổi 19), Edmund Ironside (trị vì năm 1016, bị giết khi 26 tuổi) và Harthacnut (trị vì 1040 - 1042, người sẽ chết ở tuổi 24). Evans tự hỏi liệu vai trò của vua có nguy hiểm trong thời đại này hay không, hơn cả thời kỳ sau Cuộc chinh phạt, hay liệu các bệnh di truyền có hiệu lực hay không, vì hầu hết các vị vua này đều là thành viên của cùng dòng dõi, nhà Wessex.

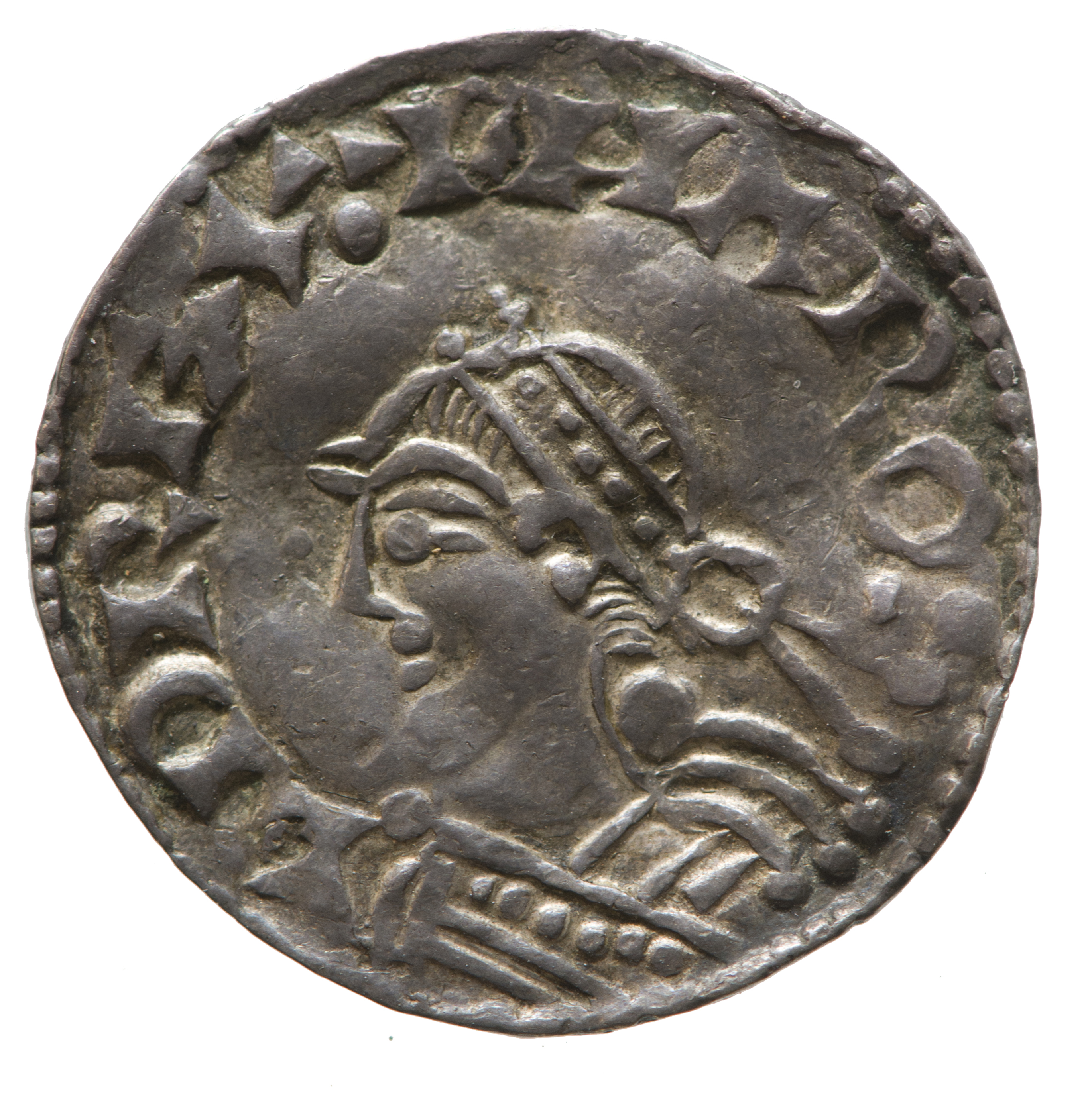
Đồng penny bằng bạc của Harold.